# St. Martin (Obergrombach)

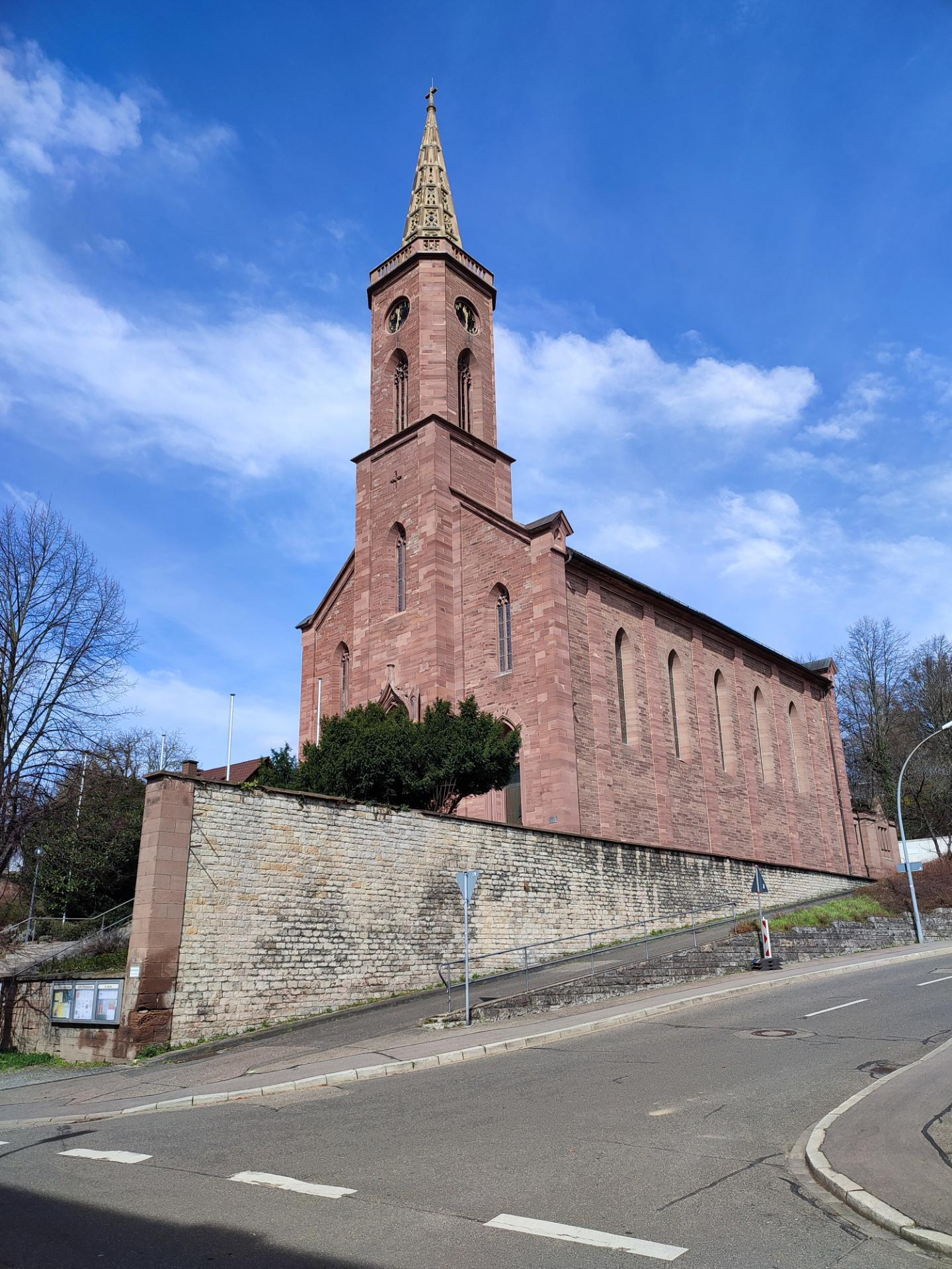
St. Martin in Obergrombach

Die römisch-katholische Pfarrkirche  St. Martin steht in Obergrombach, einem Stadtteil von Bruchsal im Landkreis Karlsruhe in Baden-Württemberg. Das Bauwerk ist beim Landesamt für Denkmalpflege Baden-Württemberg als Baudenkmal eingetragen. Die Kirchengemeinde gehört zum Dekanat Bruchsal im Erzbistum Freiburg.

## Beschreibung
Die neugotische Saalkirche wurde 1840–44 nach einem Entwurf von Friedrich Theodor Fischer erbaut. Sie besteht aus einem Langhaus mit fünf Fensterachsen, einem eingezogenen, dreiseitig geschlossenen Chor im Norden und einem in das Langhaus eingestellten Fassadenturm im Süden. Das oberste Geschoss des Fassadenturms mit abgeschrägten Ecken enthält die Turmuhr und den Glockenstuhl, in dem fünf Kirchenglocken hängen. Darauf sitzt ein steinerner, durchbrochener Helm.
Die Orgel wurde in den 1960er Jahren von Michael Weise gebaut.